# Gulen
Gulen es un municipio de la provincia de Sogn og Fjordane, Noruega. Su centro administrativo es el pueblo de Eivindvik. La variedad del noruego utilizada en Gulen es nynorsk. Gulatinget, una de las instituciones más importantes de la historia noruega, se encontraba en Gulen. La economía del municipio está basada en agricultura e industria variada.
Gulen tiene una población de 2335 habitantes según el censo de 2015 y una superficie de 597,16 km². Además de la tierra firme, el municipio incluye alrededor de 1500 islas e islitas. Limita con los municipios de Høyanger y Masfjorden. Al norte se encuentra en Sognefjord, y al sur el Fensfjord.